# Aceite de Wintergreen

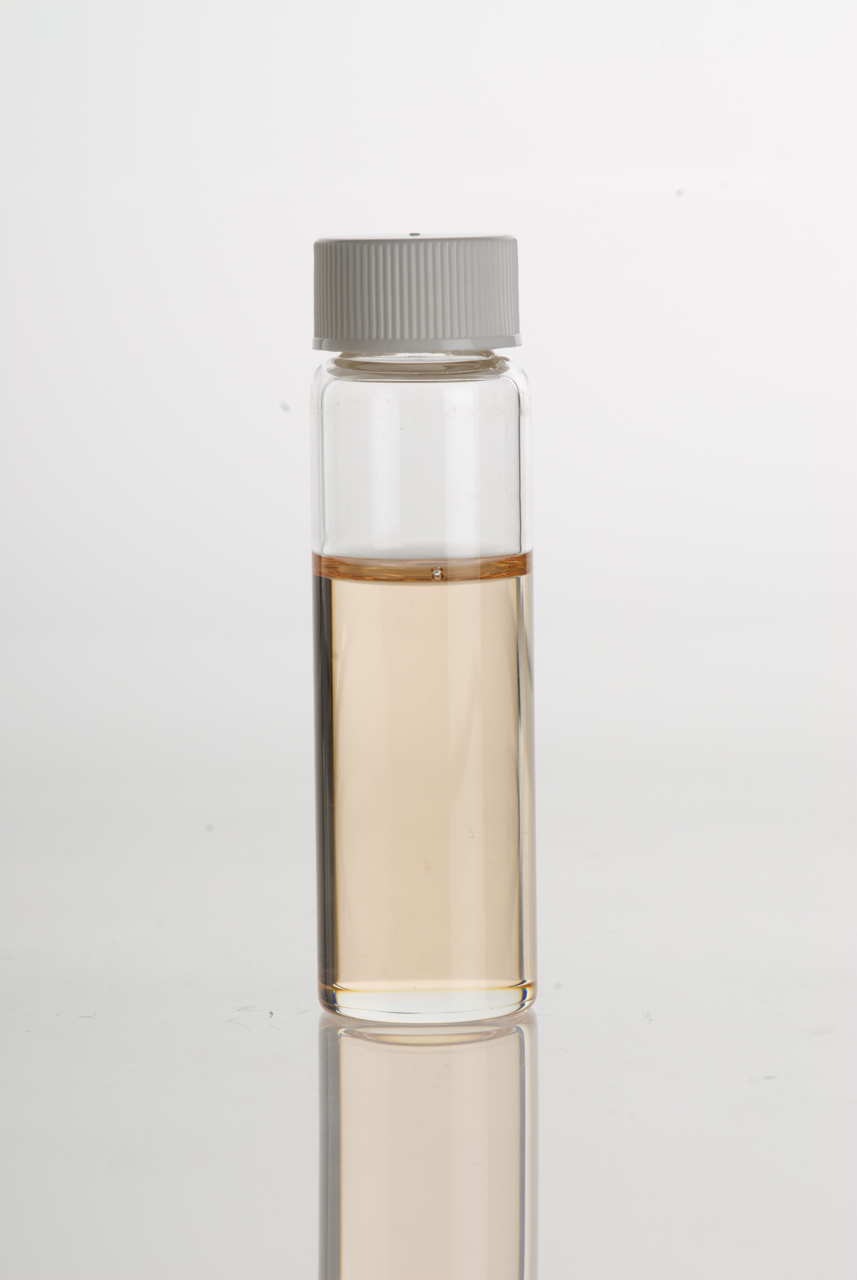
Aceite esencial de Wintergreen (Gaultheria procumbens), en un envase transparente.

Las especies de la planta Gaultheria comparten la característica común de la producción de aceite de gaulteria o aceite de Wintergreen. Es un líquido fluido amarillo o rosado pálido muy aromático, con un olor dulce leñoso (componentes: salicilato de metilo (aprox. 98%), a-pineno, mirceno, delta-3-careno, limoneno, 3,7-guaiadiene , delta-cadineno) que da a este tipo de plantas un olor distintivo. La sensibilidad al salicilato es una reacción adversa frecuente al salicilato de metilo en el aceite de gaulteria, que puede producir síntomas similares a las alergias o el asma.
El aceite esencial de Wintergreen se obtiene por destilación al vapor de las hojas de la planta después de la maceración en agua caliente. El salicilato de metilo, el principal constituyente químico del aceite, no está presente en la planta hasta formarse por la acción enzimática a partir de un glicósido dentro de las hojas, ya que se maceran en agua caliente. El aceite de gaulteria también se fabrica a partir de algunas especies de abedul, pero estas hojas caducas no son llamados Wintergreen. Las plantas Spiraea también contienen salicilato de metilo en grandes cantidades y se utilizan de manera similar a gaulteria, aunque esta tiene un fuerte olor y sabor mentolado.
El aceite de Wintergreen se utiliza tópicamente (diluido) o  en aromaterapia como un remedio popular para los músculos y dolor en las articulaciones, artritis, celulitis, obesidad, edema, mala circulación, dolores de cabeza, enfermedades del corazón, hipertensión, reumatismo, tendinitis, calambres, inflamación, eczema, cuidado del cabello, psoriasis, gota, úlceras, huesos rotos o magullados. El salicilato líquido se disuelve en el tejido y también en los capilares, por lo que el uso excesivo es tan arriesgado como el uso excesivo de la aspirina.[cita requerida]
El Wintergreen también se utiliza en algunas aplicaciones de perfumería y como saborizante para pastas de dientes, goma de mascar y las bebidas no alcohólicas, confitería, en enjuagues bucales y aromas de menta. Una aplicación sorprendente es la eliminación de óxido y desengrase de maquinaria. El Wintergreen es particularmente eficaz para eliminar la corrosión por el agua de mar.[cita requerida]